# Die Kunst des reinen Satzes in der Musik

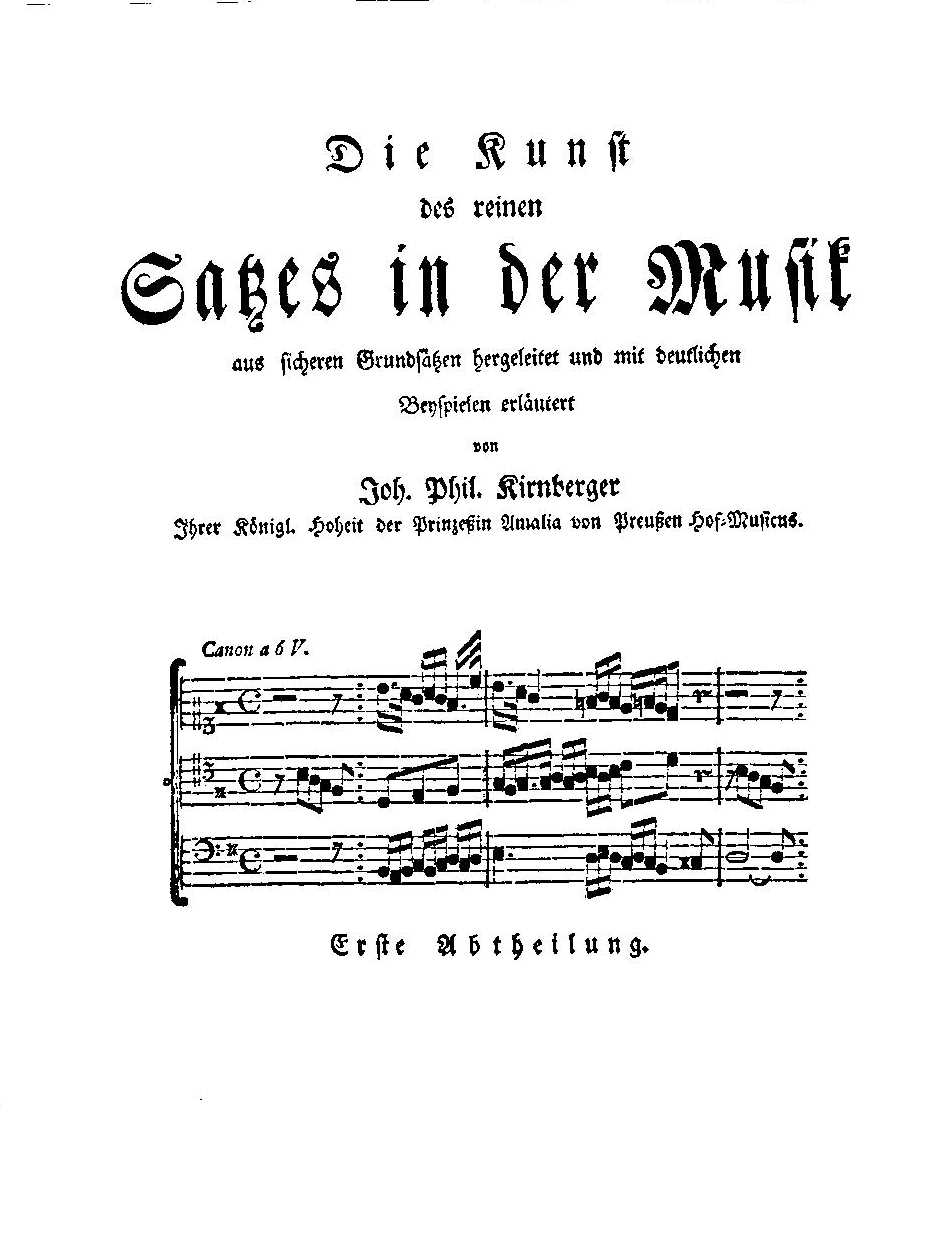
Titelblatt von „Die Kunst des reinen Satzes in der Musik“

Die Kunst des reinen Satzes in der Musik ist ein zweiteiliges musiktheoretisches Werk Johann Philipp Kirnbergers (1721–1783), das 1771 erstmals veröffentlicht wurde. Kirnberger widmete es der „durchlauchtigsten Prinzessin“ Anna Amalie von Preußen, deren Hofmusicus er war.

## Bedeutung
Die Kunst des reinen Satzes aus sicheren Grundsätzen hergeleitet und mit deutlichen Beyspielen erläutert ist eine allgemeine Abhandlung der Musiktheorie. Das angesichts der aktuellen Entwicklungen im ausgehenden 18. Jahrhundert eher konservativ gehaltene Werk war unter Zeitgenossen nicht unumstritten, obwohl es Aspekte der Satz- und Melodielehre enthält, die noch für W.A. Mozart, der das Werk kannte, Gültigkeit haben.
Es entstand in enger Zusammenarbeit mit Kirnbergers Schüler Johann Abraham Peter Schulz und im Austausch u. a. mit C.P.E. Bach, F.W. Marpurg, J.N. Forkel und J.F. Agricola. Beeindruckend ist die Vielfalt der Notenbeispiele, darunter auch einige Stücke J.S. Bachs, die in der „Kunst des reinen Satzes“ als Erstdruck erschienen (Vier Kanonauflösungen in Partitur aus dem „Musikalischen Opfer“ sowie das „Christe eleison“ aus der Messe A-Dur).

## Aufbau
Kirnberger beginnt sein Lehrwerk mit der Harmonielehre, auf den der zweite Teil mit der Melodie- und Kontrapunktlehre aufbaut.
Erster Theil
- Von der Tonleiter und der Temperatur derselben
- Von den Intervallen
- Von den Accorden
- Anmerkung über die Beschaffenheit und dem Gebrauch der Accorde und einiger dazu gehörigen Intervalle
- Von der freyen Behandlung der dißonierenden Accorde in der leichtern Schreibart
- Von der Harmonischen Periode und den Cadenzen
- Von der Modulation
- Von der Modulation in entfernte Tonarten und von plötzlichen Ausweichungen
- Von der harmonischen und unharmonischen Fortableitungen der Melodie
- Von dem einfachen Contrapunct in zwey und mehr Stimmen
- Von dem verziehrten oder bunten einfachen Contrapunct
- Zugabe
- Errata

Zweyter Theil

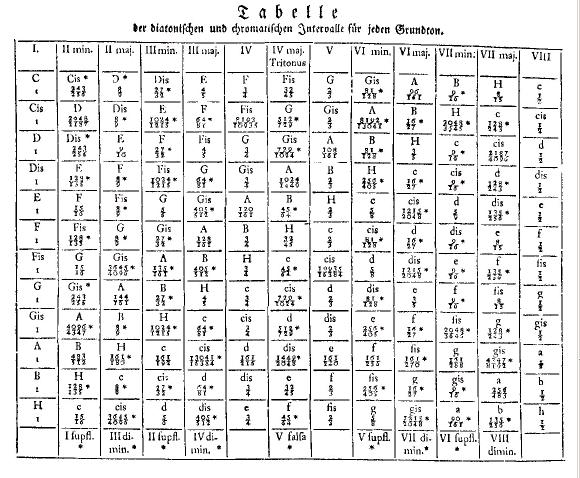
Tabelle der diatonischen und chromatischen Intervalle für jeden Grundton

- Von den verschiedenen Arten der harmonischen Begleitung zu einer gegebenen Melodie
  - in Absicht auf ihre Richtigkeit
  - in Absicht auf den Ausdruck
- Von der Tonleiter, den daher entstehenden Tönen und Tonarten
- Von der melodischen Fortschreitung und dem fließenden Gesange
- Von der Bewegung, dem Takt und dem Rhythmus
- Von dem doppelten Contrapunct
- Beschluss vom doppelten Contrapunct
- Von der Temperatur
- Über die Temperatur

## Auflagen
- Der 1. Theil erschien Berlin 1771, bei Voß und, mit neuem Titelblatt, Berlin und Königsberg 1774, Decker & Hartung
  - Die zweite Auflage Berlin und Königsberg 1776 umfasst VI+256 S.
- Der 2. Theil, mit den Abtheilungen 1, 2, 3 erschienen Berlin und Königsberg 1776, 1777, 1779 bei Decker & Hartung, er umfasst IV+154+234+188 S.
- Nachdruck des 1. Theils Berlin o. J. bei Rottmann
- Nachdruck beider Teile Wien 1793
- Faksimile beider Teile (Berlin und Königsberg 1776–79), Hildesheim 1968, 1988 und 2010, Olms
- Faksimile der Ausgabe Berlin 1771 (enthält nur Theil 1), Kassel 2004, Bärenreiter, ISBN 3-7618-1725-8

## Rezeption
- Johann Abraham Peter Schulz, Die wahren Grundsätze zum Gebrauch der Harmonie, darinn deutlich gezeiget wird, wie alle möglichen Accorde aus dem Dreyklang und dem wesentlichen Septimaccord, und deren dissonirenden Vorhälten, herzuleiten und zu erklären sind – als ein Zusatz zu der Kunst des reinen Satzes in der Musik von Johann Philipp Kirnberger
  - Berlin und Königsberg 1773, Decker und Hartung, 115[i. e. 113]s.
  - Wien 1793, Graben, 30+51s.